# International Field Archery Association
L'International Field Archery Association (IFAA) est une association de tir à l'arc fondée en 1970 par un groupe d'archers des États-Unis, Suède, Angleterre, Écosse, Pays de Galles et Canada. Cette association représente plus de 50 000 archers dans plus de 40 pays membres de tous les continents. Elle n'est pas reconnue par le CIO, contrairement à la World Archery Federation.

## Rôles
L'IFAA est surtout une association regroupant des archers amateurs et ses compétitions sont ouvertes à tous ses membres. De ce fait l'association est membre de TAFISA
En janvier 2010, la World Archery Federation et l'IFAA ont signé un accord de reconnaissance mutuelle.

## Les fédérations nationales
En 2012, l'IFAA dénombrait parmi ses fédérations affiliées les pays suivants :
| Afrique                | Amérique                                           | Asie                                   | Europe | Océanie                    |
| ---------------------- | -------------------------------------------------- | -------------------------------------- | --- | -------------------------- |
| Namibie Afrique du Sud | Argentine Brésil Canada Mexique Uruguay États-Unis | Inde Iran Hong Kong Mongolie Singapour | Angleterre Autriche Bulgarie Estonie Finlande France Allemagne Hongrie Irlande Italie Liechtenstein Lituanie Luxembourg Lettonie Pays-Bas Portugal Roumanie Écosse Saint-Marin Suisse Slovaquie Suède Pays de Galles Irlande du Nord | Australie Nouvelle-Zélande |